# Конторская улица (Санкт-Петербург)
Конто́рская улица — улица в Красногвардейском районе Санкт-Петербурга. Проходит от Большеохтинского до Среднеохтинского проспекта.

## История
Проходит в районе бывшего шведского города Ниена XVII века.
Название известно с 1775 года и происходит от Конторы Охтинского поселения. Это старинное название указывает на особенности жизни охтинских поселян.
В феврале 1720 года Пётр I издал указ об основании на Охте плотничьей слободы. В 1721 году при впадении реки Охты в Неву, на месте бывшей шведской крепости Ниеншанц было создано поселение и построено пятьсот изб для собранных из разных губерний ремесленников, «наиболее обвыкших к судовому делу», которые были обязаны участвовать в адмиралтейских работах, за это они были освобождёны ото всех податей и получали плату. Эти мастеровые были приписаны к Партикулярной верфи. Формально они считались «вольными плотниками», но в действительности находились на положении крепостных. Заниматься иным промыслом они не имели права, равно как и отлучаться из слободы, не дав поруки о том, что возвратятся. Даже жениться «вольные плотники» могли только на охтинских девушках, а девушки не имели права выходить замуж за «посторонних». Покинуть слободу и выйти в другие звания разрешалось лишь после шестидесяти лет. За соблюдением правил следила Контора Охтинского поселения. Здание Конторы находилось на правом берегу реки Охты у впадения её в Неву, как раз там, где начинается Конторская улица.
Первоначально улица была длиннее и проходила от Невы до современного проспекта Металлистов. В 1930-е годы исчез участок, идущий от Среднеохтинского проспекта в сторону проспекта Металлистов. В 1960-е годы исчез участок между Невой и Большеохтинским проспектом.

## Достопримечательности
- Памятник археологии XVII века «Центр города Ниен „Охта-II“» — в границах между Конторской улицей, Среднеохтинским проспектом, Красногвардейской площадью и Якорной улицей.  Объект культурного наследия № 7800000091№ 7800000091

- Дом 1 (Большеохтинский проспект, дом 3) — Охтинская съезжая часть. Построена на месте бывшей Охтинской общественной богадельни (1861 год, арх. П. П. Меркулов). Ныне существующее здание построено в 1867 году для Пригородной управы, полицейского участка и богадельни. В 1887 году в это здание переехала Охтинская пожарная часть. В 1898 году к зданию была пристроена пожарная каланча (арх. О. Л. Игнатович). В настоящее время здание занимает пожарная часть № 12 16-го отряда федеральной противопожарной службы[2].  Объект культурного наследия № 7802341000№ 7802341000

## Транспорт
Ближайшая станция метро — «Новочеркасская».

## Пересечения
- Большеохтинский проспект
- Среднеохтинский проспект